# Зонтов, Николай Степанович
Николай Степанович Зонтов (24.11.1907—07.02.1993) — горный инженер-геолог, лауреат Государственной премии СССР (1980).
Родился в д. Кушелово Покровской волости Клинского уезда Московской губернии.
Окончил геологоразведочный факультет Ленинградского горного института.
Летом 1932 г. на практике на III курсе — прораб комсомольского геологоразведочного отряда, вместе с Давидом Шифриным открыл Оленегорское железорудное месторождение. В Оленегорске на доме № 2 на Ленинградском проспекте в память о них установлена мемориальная доска.
До 1941 года инженер-геолог Мончегорского комбината «Североникель».
С 1941 по 1957 год работал на Норильском комбинате с двумя перерывами: с 9 ноября 1945 года главный геолог Советско-Болгарского горного общества, в 1952 году геолог в СГАО «Висмут» (ГДР).
С 1957 г. и с 1964 г. начальник геологического отдела (главный геолог) Первого Главного управления Минсредмаша. В перерыве работал в Экспедиции № 1 ИГЕМ. С 1966 по 1981 г. начальник Геологического управления Первого Главка МСМ.
С 1981 года на пенсии.
Кандидат геолого-минералогических наук (1960, диссертация «Жильное медно-никелевое месторождение Северного мыса горы Рудной (Норильский район)»).
Лауреат Государственной премии СССР (1980) — за создание ураново-рудной минерально-сырьевой базы Приаргунского горно-химического комбината, в составе коллектива: Дмитрий Петрович Бобрицкий, Николай Степанович Зонтов, Михаил Владимирович Шумилин, Очир Николаевич Шанюшкин, Вячеслав Александрович Солодовников, Владимир Антонович Шлейдер, Ревир Григорьевич Карманов, Виктор Иванович Пулин, Пётр Петрович Дрижд, Сагит Хадыевич Хамидуллин, Лидия Амосовна Орлова, Виталий Евгеньевич Вишняков.
Заслуженный геолог РСФСР. Награждён «Знак Почёта» (26.04.1939), тремя орденами Трудового Красного Знамени.
Соавтор книг об учёных:
- Петр Яковлевич Антропов : [Геолог], 1905—1979 / Ф. И. Вольфсон, Н. С. Зонтов, Г. Р. Шушания; Отв. ред. В. А. Перваго. — М. : Наука, 1985. — 94 с. : ил.; 20 см. — (Науч.-биогр. сер.).
- Дмитрий Иванович Щербаков, 1893—1966 / Ф. И. Вольфсон, Н. С. Зонтов, Г. Р. Шушания; Отв. ред. Н. П. Лаверов; АН СССР. — М. : Наука, 1987. — 205,[2] с. : ил.; 20 см.